# Cleptometopus motuoensis
Cleptometopus motuoensis är en skalbaggsart som beskrevs av Wang och Fernando Chiang 1999. Cleptometopus motuoensis ingår i släktet Cleptometopus och familjen långhorningar. Inga underarter finns listade i Catalogue of Life.